# Pristimantis ruedai
Espèce
Synonymes
- Eleutherodactylus ruedai Ruíz-Carranza, Lynch & Ardila-Robayo, 1997

Statut de conservation UICN

 VU B1ab(iii) : Vulnérable
Pristimantis ruedai est une espèce d'amphibiens de la famille des Craugastoridae.

## Répartition
Cette espèce est endémique du versant Ouest de la cordillère Occidentale en Colombie. Elle se rencontre dans les départements d'Antioquia, de Chocó et de Risaralda entre 1 000 et 1 900 m d'altitude.

## Description
Les mâles mesurent de 38,8 à 48,2 mm et les femelles de 56,9 à 66,8 mm.

## Étymologie
Cette espèce est nommée en l'honneur de José Vicente Rueda Almonacid.

## Publication originale
- Ruíz-Carranza, Lynch & Ardila-Robayo, 1997 : Seis nuevas especies de Eleutherodacrylus Dumeril & Bibron, 1841 (Amphibia : Leptodactylidae) del norte de la Cordillera Occidental de Colombia. Revista de la Academia Colombiana de Ciencias Exactas Fisicas y Naturales, vol. 21, no 79, p. 155-174 (texte intégral).